# Chiesa di San Lorenzo e San Bartolomeo
La chiesa di San Lorenzo e San Bartolomeo si trova a Treggiaia, una frazione di Pontedera in (provincia di Pisa).

## Storia e descrizione
L'interno, si presenta a croce latina ed è ad unica navata absidale mentre nei bracci del transetto si aprono due cappelle. All'esterno si erge il massiccio campanile. 

L'originale stile romanico venne alterato in seguito ad alcuni interventi degli inizi del Settecento che, seguendo l'imperante gusto barocco, videro l'applicazione di sovrastrutture su molte parti dell'edificio. Tra questi spiccano il portone in arenaria ed il campanile. 

Nel 1957 la facciata è stata riportata all'iniziale stile romanico con la tamponatura delle due finestre laterali e la scoperta del rosone centrale.
All'interno vi sono due sculture lignee policromate; la prima, raffigurante "San Bartolomeo", è stata attribuita a Francesco di Valdambrino mentre l'altra, una "Madonna con Bambino", risale agli ultimi decenni del XVI secolo.